# Kehra (stacja kolejowa)
Kehra – stacja kolejowa w miejscowości Kehra, w prowincji Harjumaa, w Estonii. Położona jest na linii Tallinn - Narwa. 

## Historia
Stacja powstała w czasach carskich. Początkowo nosiła nazwę Kieddier (ros. Кеддеръ).

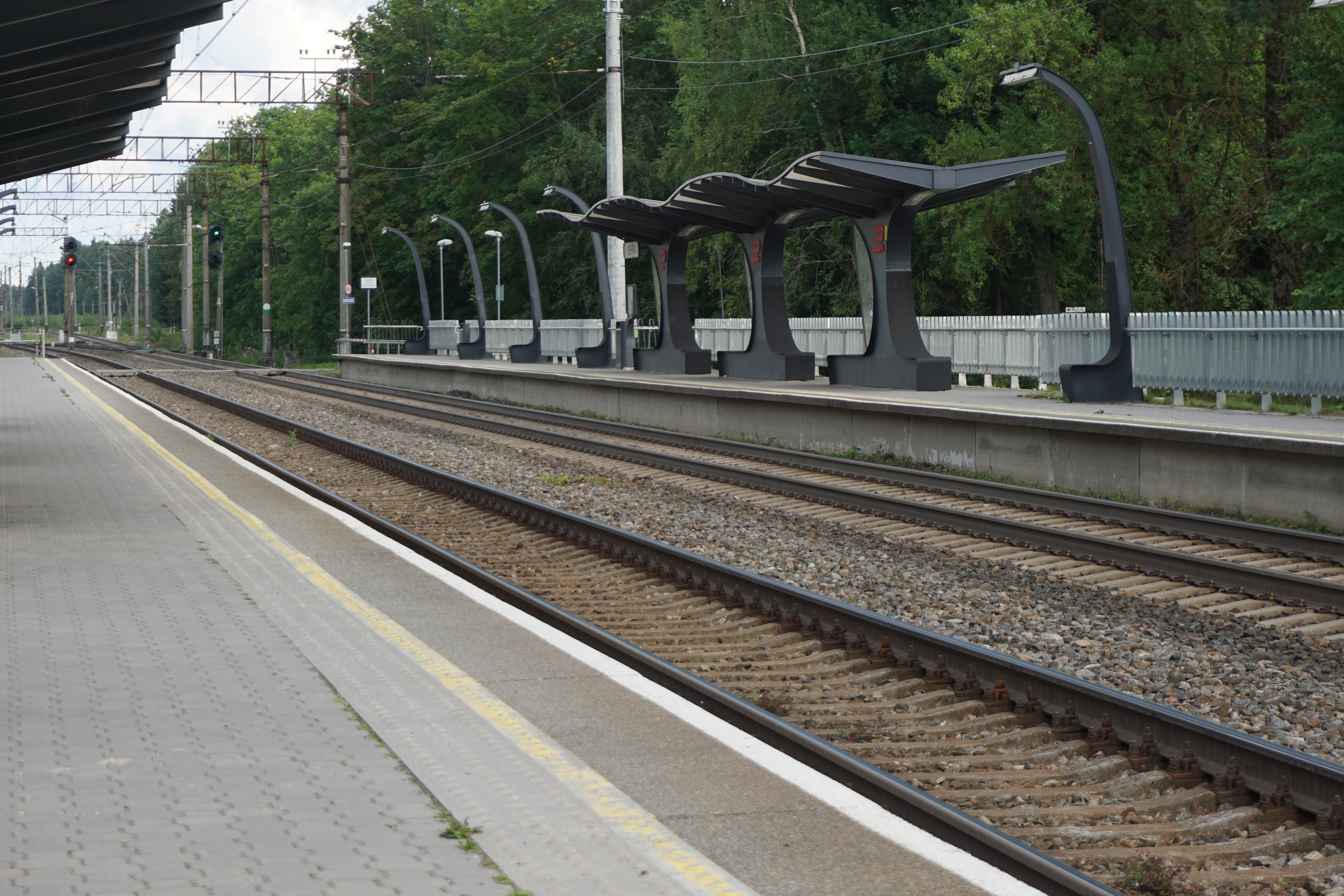
Perony
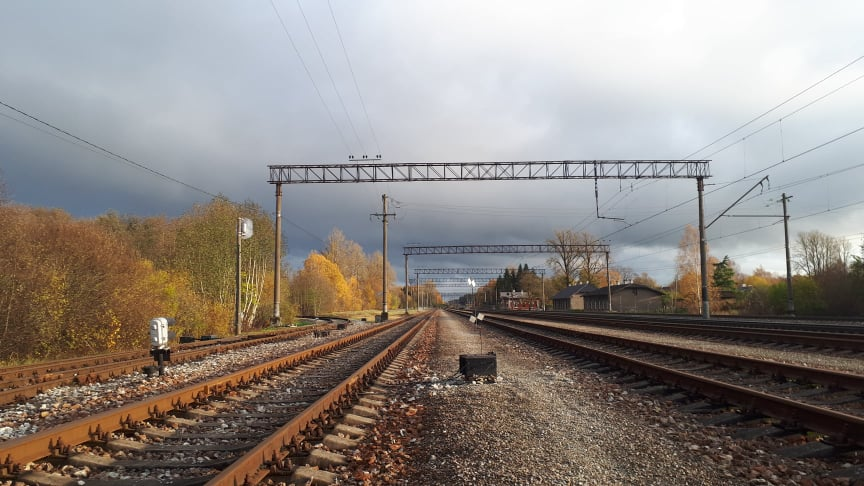
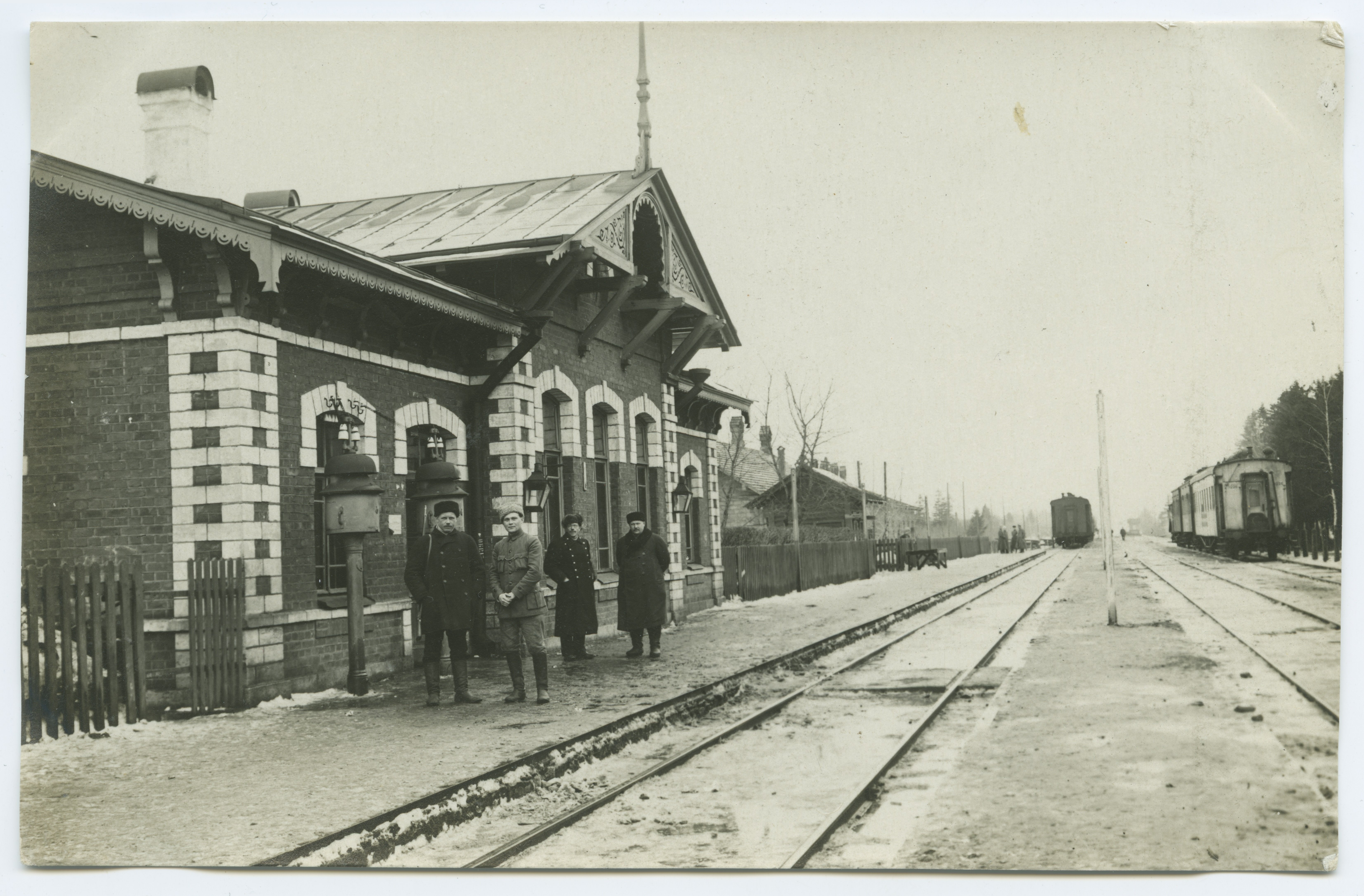
Stacja w 1919
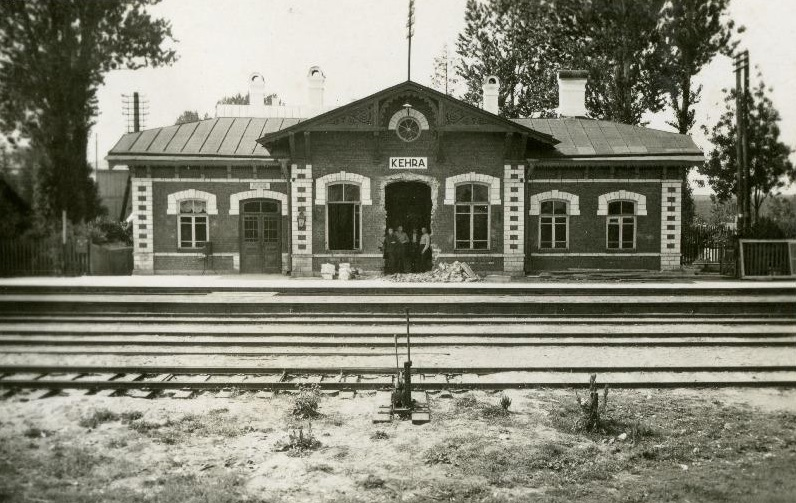
Stacja w 1937